# Chelsea FC 2023/2024
Tento článek se podrobně zabývá událostmi ve fotbalovém klubu Chelsea FC v období sezony 2023/2024 a jeho působení v Premier League, FA Cupu a EFL. Poprvé od sezóny 2016/17 se však nezúčastní žádné soutěže UEFA. Pro Chelsea se jedná o 118. sezonu v historii klubu.
Bývalý kapitán Chelsea César Azpilicueta opustil klub po jedenácti po sobě jdoucích sezonách. Tato sezona je také první od ročníku 2015/16 bez francouzského záložníka N'Gola Kantého, který odešel do saúdského klubu Al-Ittihad.

## Dresy
| Domácí   | Domácí alt. | Hostující | Třetí |
| Gólman 1 | Gólman 2    | Gólman 3  |       |

## Realizační tým
| Post                      | Jméno                 |
| ------------------------- | --------------------- |
| Hlavní trenér             | Mauricio Pochettino   |
| Asistent hlavního trenéra | Jesus Perez           |
| Trenér prvního týmu       | Miguel D'Agostino     |
| Trenéři gólmanů           | Henrique Hilário      |
| Trenéři gólmanů           | Toni Jiménez          |
| Trenéři gólmanů           | Ben Roberts           |
| Asistent trenéra gólmanů  | James Russell         |
| Trenér                    | Sebastiano Pochettino |
| Fitness trenéři           | Matt Birnie           |
| Fitness trenéři           | Will Tullett          |

## Soupiska

### První tým
| Číslo     | Hráč                  | Nár.        | Pozice       | Datum narození a věk        | Od roku  | Smlouva do | Zápasy   | Góly     |
| Brankáři  | Brankáři              | Brankáři    | Brankáři     | Brankáři                    | Brankáři | Brankáři   | Brankáři | Brankáři |
| --------- | --------------------- | ----------- | ------------ | --------------------------- | -------- | ---------- | -------- | -------- |
| 1         | Robert Sánchez        | Španělsko   | BR           | 18. listopadu 1997 (27 let) | 2023     | 2030       | 21       | 0        |
| 13        | Marcus Bettinelli     | Anglie      | BR           | 24. května 1992 (32 let)    | 2021     | 2026       | 1        | 0        |
| 28        | Đorđe Petrović        | Srbsko      | BR           | 8. října 1999 (25 let)      | 2023     | 2030       | 31       | 0        |
| Obránci   |                       |             |              |                             |          |            |          |          |
| 2         | Axel Disasi           | Francie     | SO           | 11. března 1998 (27 let)    | 2023     | 2029       | 44       | 3        |
| 3         | Marc Cucurella        | Španělsko   | LO / SO      | 22. července 1998 (26 let)  | 2022     | 2028       | 59       | 1        |
| 5         | Benoît Badiashile     | Francie     | SO           | 26. března 2001 (23 let)    | 2023     | 2030       | 33       | 2        |
| 6         | Thiago Silva          | Brazílie    | SO           | 22. září 1984 (40 let)      | 2020     | 2024       | 155      | 9        |
| 14        | Trevoh Chalobah       | Anglie      | SO / PO      | 5. července 1999 (25 let)   | 2018     | 2028       | 80       | 5        |
| 21        | Ben Chilwell          | Anglie      | LO           | 21. prosince 1996 (28 let)  | 2020     | 2027       | 106      | 9        |
| 24        | Reece James (kapitán) | Anglie      | PO / SO      | 8. prosince 1999 (25 let)   | 2018     | 2028       | 158      | 11       |
| 26        | Levi Colwill          | Anglie      | SO           | 26. února 2003 (22 let)     | 2021     | 2029       | 32       | 1        |
| 27        | Malo Gusto            | Francie     | PO           | 19. května 2003 (21 let)    | 2023     | 2030       | 37       | 0        |
| 33        | Wesley Fofana         | Francie     | SO           | 17. prosince 2000 (24 let)  | 2022     | 2029       | 20       | 2        |
| 42        | Alfie Gilchrist       | Anglie      | SO           | 28. listopadu 2003 (21 let) | 2023     | 2026       | 17       | 1        |
| 63        | Josh Acheampong       | Anglie      | PO / SO      | 5. května 2006 (18 let)     | 2024     | 2026       | 1        | 0        |
|           | Malang Sarr           | Francie     | SO           | 23. ledna 1999 (26 let)     | 2020     | 2025       | 21       | 0        |
| Záložníci |                       |             |              |                             |          |            |          |          |
| 8         | Enzo Fernández        | Argentina   | SZ / OZ / DZ | 17. ledna 2001 (24 let)     | 2023     | 2031       | 62       | 7        |
| 16        | Lesley Ugochukwu      | Francie     | DZ           | 26. března 2004 (20 let)    | 2023     | 2030       | 15       | 0        |
| 17        | Carney Chukwuemeka    | Anglie      | SZ / OZ      | 20. října 2003 (21 let)     | 2022     | 2028       | 27       | 2        |
| 23        | Conor Gallagher       | Anglie      | SZ           | 6. února 2000 (25 let)      | 2019     | 2025       | 95       | 10       |
| 25        | Moisés Caicedo        | Ekvádor     | DZ           | 2. listopadu 2001 (23 let)  | 2023     | 2031       | 48       | 1        |
| 31        | Cesare Casadei        | Itálie      | SZ           | 10. ledna 2003 (22 let)     | 2023     | 2028       | 10       | 0        |
| 45        | Roméo Lavia           | Belgie      | DZ           | 6. ledna 2004 (21 let)      | 2023     | 2030       | 1        | 0        |
| 49        | Jimi Tauriainen       | Finsko      | SZ           | 8. dubna 2004 (20 let)      | 2024     | 2026       | 2        | 0        |
| 54        | Leo Castledine        | Anglie      | OZ           | 20. srpna 2005 (19 let)     | 2023     | 2027       | 1        | 0        |
| 68        | Michael Golding       | Anglie      | OZ           | 23. května 2006 (18 let)    | 2024     | 2025       | 1        | 0        |
| Útočníci  |                       |             |              |                             |          |            |          |          |
| 7         | Raheem Sterling       | Anglie      | LK / PK      | 8. prosince 1994 (30 let)   | 2022     | 2027       | 81       | 19       |
| 10        | Mychajlo Mudryk       | Ukrajina    | LK / OZ      | 5. ledna 2001 (24 let)      | 2023     | 2031       | 58       | 7        |
| 11        | Noni Madueke          | Anglie      | PK / SÚ      | 10. března 2002 (23 let)    | 2023     | 2030       | 46       | 9        |
| 15        | Nicolas Jackson       | Senegal     | SÚ           | 20. června 2001 (23 let)    | 2023     | 2031       | 44       | 17       |
| 18        | Christopher Nkunku    | Francie     | LK / OZ      | 14. listopadu 1997 (27 let) | 2023     | 2029       | 14       | 3        |
| 20        | Cole Palmer           | Anglie      | PK / OZ      | 6. května 2002 (22 let)     | 2023     | 2030       | 45       | 25       |
| 36        | Deivid Washington     | Brazílie    | PK / LK      | 5. června 2005 (19 let)     | 2023     | 2030       | 3        | 0        |
| 43        | Diego Moreira         | Portugalsko | LK / PK      | 21. prosince 2004 (20 let)  | 2023     | 2028       | 1        | 0        |

## Nové kontrakty
| Č. | Poz. | Hráč               | Datum            | Do              | Zdroj  |
| -- | ---- | ------------------ | ---------------- | --------------- | ------ |
|    | ZÁ   | Michael Golding    | 1. července 2023 | 30. června 2025 | [ 3 ]  |
|    | ÚT   | Ato Ampah          | 1. července 2023 | 30. června 2025 | [ 3 ]  |
| 26 | OB   | Levi Colwill       | 2. srpna 2023    | 30. června 2029 | [ 4 ]  |
|    | OB   | Bashir Humphreys   | 2. září 2023     | 30. června 2027 | [ 5 ]  |
| 42 | OB   | Alfie Gilchrist    | 19. září 2023    | 30. června 2025 | [ 6 ]  |
|    | ZÁ   | Kiano Dyer         | 1. prosince 2023 | 30. června 2025 | [ 7 ]  |
|    | ZÁ   | Leo Castledine     | 2. prosince 2023 | 30. června 2027 | [ 8 ]  |
|    | OB   | Josh Acheampong    | 3. ledna 2024    | 30. června 2026 | [ 9 ]  |
|    | ZÁ   | Frankie Runham     | 10. ledna 2024   | 30. června 2026 | [ 10 ] |
|    | OB   | Ian Maatsen        | 12. ledna 2024   | 30. června 2026 | [ 11 ] |
|    | BR   | Lucas Bergström    | 29. února 2024   | 30. června 2025 | [ 12 ] |
| 42 | OB   | Alfie Gilchrist    | 2. dubna 2024    | 30. června 2026 | [ 13 ] |
| 38 | BR   | Teddy Sharman-Lowe | 24. května 2024  | 30. června 2025 | [ 14 ] |

## Přestupy

### Přišli do týmu

#### Léto

##### První tým
| Datum             | Poz. | Hráč               | Odkud přišel           | Cena         | Ref           |
| ----------------- | ---- | ------------------ | ---------------------- | ------------ | ------------- |
| 1. července 2023  | ÚT   | Nicolas Jackson    | Villarreal             | £32 000 000  | [ 15 ] [ 16 ] |
| 1. července 2023  | ÚT   | Christopher Nkunku | RB Leipzig             | £52 000 000  | [ 17 ] [ 18 ] |
| 1. července 2023  | LK   | Diego Moreira      | Benfica                | Zadarmo      | [ 19 ]        |
| 16. července 2023 | PK   | Ângelo Gabriel     | Santos                 | £13 000 000  | [ 20 ] [ 21 ] |
| 1. srpna 2023     | DZ   | Lesley Ugochukwu   | Rennes                 | £23 200 000  | [ 22 ] [ 23 ] |
| 4. srpna 2023     | SO   | Axel Disasi        | Monaco                 | £38 600 000  | [ 24 ] [ 25 ] |
| 5. srpna 2023     | BR   | Robert Sánchez     | Brighton & Hove Albion | £25 000 000  | [ 26 ] [ 27 ] |
| 14. srpna 2023    | ZÁ   | Moisés Caicedo     | Brighton & Hove Albion | £100 000 000 | [ 28 ] [ 29 ] |
| 18. srpna 2023    | ZÁ   | Roméo Lavia        | Southampton            | £53 000 000  | [ 30 ] [ 31 ] |
| 24. srpna 2023    | ÚT   | Deivid Washington  | Santos                 | £13 700 000  | [ 32 ] [ 33 ] |
| 26. srpna 2023    | BR   | Đorđe Petrović     | New England Revolution | £12 500 000  | [ 34 ] [ 35 ] |
| 1. září 2023      | ZÁ   | Cole Palmer        | Manchester City        | £40 000 000  | [ 36 ] [ 37 ] |

##### Akademie
| Datum            | Poz. | Hráč               | Odkud přišel     | Cena       | Ref           |
| ---------------- | ---- | ------------------ | ---------------- | ---------- | ------------- |
| 1. července 2023 | SZ   | Alex Matos         | Norwich City     | Zadarmo    | [ 38 ]        |
| 8. července 2023 | LO   | Ishé Samuels-Smith | Everton          | £4 000 000 | [ 39 ] [ 40 ] |
| 21. srpna 2023   | ZÁ   | Ollie Harrison     | Newcastle United | —          | [ 41 ]        |

#### Zima

##### První tým
| Datum          | Poz. | Hráč            | Odkud přišel    | Cena | Ref           |
| -------------- | ---- | --------------- | --------------- | ---- | ------------- |
| 12. ledna 2024 | ÚT   | Dujuan Richards | Phoenix Academy | —    | [ 42 ] [ 43 ] |

### Odešli z týmu

#### Léto

##### První tým
| Datum             | Poz. | Hráč                      | Kam odešel        | Cena        | Ref           |
| ----------------- | ---- | ------------------------- | ----------------- | ----------- | ------------- |
| 25. června 2023   | SO   | Kalidou Koulibaly         | Al-Hilal          | £17 000 000 | [ 44 ] [ 45 ] |
| 27. června 2023   | SZ   | Mateo Kovačić             | Manchester City   | £25 000 000 | [ 46 ] [ 47 ] |
| 28. června 2023   | BR   | Édouard Mendy             | Al-Ahli           | £16 000 000 | [ 48 ] [ 49 ] |
| 28. června 2023   | OZ   | Kai Havertz               | Arsenal           | £67,500,000 | [ 50 ] [ 51 ] |
| 30. června 2023   | SZ   | Ruben Loftus-Cheek        | Milan             | £15 000 000 | [ 52 ] [ 53 ] |
| 1. července 2023  | SZ   | Tiémoué Bakayoko          | —                 | Propuštěn   | [ 54 ]        |
| 1. července 2023  | DZ   | N'Golo Kanté              | Al-Ittihad        | Zadarmo     | [ 55 ]        |
| 5. července 2023  | OZ   | Mason Mount               | Manchester United | £55 000 000 | [ 56 ] [ 57 ] |
| 6. července 2023  | OB   | César Azpilicueta         | Atlético Madrid   | Zadarmo     | [ 58 ] [ 59 ] |
| 10. července 2023 | LO   | Baba Rahman               | PAOK              | Zadarmo     | [ 60 ]        |
| 13. července 2023 | OZ   | Christian Pulisic         | Milan             | £19 000 000 | [ 61 ] [ 62 ] |
| 19. července 2023 | SO   | Ethan Ampadu              | Leeds United      | £7 000 000  | [ 63 ] [ 64 ] |
| 21. července 2023 | ÚT   | Pierre-Emerick Aubameyang | Marseille         | Zadarmo     | [ 65 ]        |
| 1. září 2023      | ÚT   | Callum Hudson-Odoi        | Nottingham Forest | £5 000 000  | [ 66 ] [ 67 ] |

##### Akademie
| Datum            | Poz. | Hráč               | Kam odešel             | Cena      | Ref           |
| ---------------- | ---- | ------------------ | ---------------------- | --------- | ------------- |
| 1. července 2023 | PO   | Derrick Abu        | Southampton            | Propuštěn | [ 54 ] [ 68 ] |
| 1. července 2023 | BR   | Prince Adegoke     | Charlton Athletic      | Zadarmo   | [ 54 ]        |
| 1. července 2023 | BR   | Nathan Baxter      | Bolton Wanderers       | Zadarmo   | [ 69 ]        |
| 1. července 2023 | LO   | Juan Castillo      | —                      | Propuštěn | [ 54 ]        |
| 1. července 2023 | ÚT   | Bryan Fiabema      | Real Sociedad          | Propuštěn | [ 54 ]        |
| 1. července 2023 | OZ   | Joe Haigh          | —                      | Propuštěn | [ 54 ]        |
| 1. července 2023 | PO   | Henry Lawrence     | Standard Lutych        | Zadarmo   | [ 54 ]        |
| 1. července 2023 | SO   | Sam McClelland     | St. Johnstone          | Zadarmo   | [ 54 ] [ 70 ] |
| 1. července 2023 | PK   | Tudor Mendel-Idowu | Anderlecht             | Zadarmo   | [ 71 ]        |
| 1. července 2023 | ÚT   | Malik Mothersille  | —                      | Propuštěn | [ 72 ]        |
| 1. července 2023 | DZ   | Xavier Simons      | Hull City              | Zadarmo   | [ 73 ]        |
| 1. července 2023 | PO   | Dujon Sterling     | Rangers                | Zadarmo   | [ 74 ]        |
| 1. července 2023 | PK   | Silko Thomas       | —                      | Propuštěn | [ 54 ]        |
| 1. července 2023 | BR   | Sami Tlemcani      | AEK Athény             | Zadarmo   | [ 75 ]        |
| 1. července 2023 | BR   | Ethan Wady         | Millwall               | Zadarmo   | [ 54 ] [ 76 ] |
| 1. července 2023 | ÚT   | Jayden Wareham     | —                      | Propuštěn | [ 54 ]        |
| 15. srpna 2023   | ZÁ   | Ben Elliott        | Reading                | Zadarmo   | [ 77 ]        |
| 1. září 2023     | ÚT   | Louis Flower       | Brighton & Hove Albion | —         | [ 78 ]        |

### Hostování z týmu

#### Léto

##### První tým
| Datum             | Do              | Poz. | Hráč               | Kam odešel        | Cena       | Ref           |
| ----------------- | --------------- | ---- | ------------------ | ----------------- | ---------- | ------------- |
| 11. července 2023 | Do konce sezóny | ÚT   | David Datro Fofana | Union Berlín      | Zadarmo    | [ 79 ]        |
| 8. srpna 2023     | Do konce sezóny | ÚT   | Ângelo Gabriel     | Strasbourg        | Zadarmo    | [ 80 ]        |
| 10. srpna 2023    | Do konce sezóny | BR   | Gabriel Slonina    | Eupen             | Zadarmo    | [ 81 ]        |
| 14. srpna 2023    | Do konce sezóny | BR   | Kepa Arrizabalaga  | Real Madrid       | £850 000   | [ 82 ] [ 83 ] |
| 15. srpna 2023    | Do konce sezóny | ZÁ   | Cesare Casadei     | Leicester City    | Zadarmo    | [ 84 ]        |
| 19. srpna 2023    | Do konce sezóny | ÚT   | Hakim Ziyech       | Galatasaray       | £3 000 000 | [ 85 ] [ 86 ] |
| 22. srpna 2023    | Do konce sezóny | OB   | Lewis Hall         | Newcastle United  | Zadarmo    | [ 87 ]        |
| 25. srpna 2023    | Do konce sezóny | ZÁ   | Andrey Santos      | Nottingham Forest | Zadarmo    | [ 88 ]        |
| 31. srpna 2023    | Do konce sezóny | ÚT   | Romelu Lukaku      | Řím               | £8 000 000 | [ 89 ] [ 90 ] |
| 1. září 2023      | Do konce sezóny | ÚT   | Mason Burstow      | Sunderland        | Zadarmo    | [ 91 ]        |
| 1. září 2023      | Do konce sezóny | ÚT   | Diego Moreira      | Lyon              | £2 400 000 | [ 92 ] [ 93 ] |
| 1. září 2023      | Do konce sezóny | OB   | Bashir Humphreys   | Swansea City      | Zadarmo    | [ 94 ]        |

##### Akademie
| Datum             | Do              | Poz. | Hráč               | Kam odešel          | Cena    | Ref     |
| ----------------- | --------------- | ---- | ------------------ | ------------------- | ------- | ------- |
| 30. června 2023   | Do konce sezóny | ZÁ   | Charlie Webster    | Heerenveen          | Zadarmo | [ 95 ]  |
| 10. července 2023 | Do konce sezóny | BR   | Teddy Sharman-Lowe | Bromley             | Zadarmo | [ 96 ]  |
| 12. července 2023 | Do konce sezóny | ÚT   | Dion Rankine       | Exeter City         | Zadarmo | [ 97 ]  |
| 20. července 2023 | Do konce sezóny | ZÁ   | Omari Hutchinson   | Ipswich Town        | Zadarmo | [ 98 ]  |
| 15. srpna 2023    | Do konce sezóny | ZÁ   | Harvey Vale        | Bristol Rovers      | Zadarmo | [ 99 ]  |
| 31. srpna 2023    | Do konce sezóny | ZÁ   | Tino Anjorin       | Portsmouth          | Zadarmo | [ 100 ] |
| 31. srpna 2023    | Do konce sezóny | OB   | Zak Sturge         | Peterborough United | Zadarmo | [ 101 ] |
| 2. září 2023      | Do konce sezóny | BR   | Ted Curd           | Hashtag United      | Zadarmo | [ 102 ] |

#### Zima

##### První tým
| Datum          | Do                | Poz.    | Hráč               | Kam odešel        | Cena    | Ref     |
| -------------- | ----------------- | ------- | ------------------ | ----------------- | ------- | ------- |
| 4. ledna 2024  | Do konce sezóny   | ZÁ      | Alex Matos         | Huddersfield Town | Zadarmo | [ 103 ] |
| 12. ledna 2024 | Do konce sezóny   | OB / ÚT | Ian Maatsen        | Borussia Dortmund | Zadarmo | [ 11 ]  |
| 13. ledna 2024 | Do konce sezóny   | ÚT      | David Datro Fofana | Burnley           | Zadarmo | [ 104 ] |
| 1. února 2024  | Do konce sezóny   | ZÁ      | Andrey Santos      | Strasbourg        | Zadarmo | [ 105 ] |
| 1. února 2024  | Do konce sezóny   | ÚT      | Armando Broja      | Fulham            | Zadarmo | [ 106 ] |
| 29. února 2024 | 31. prosince 2024 | BR      | Lucas Bergström    | IF Brommapojkarna | Zadarmo | [ 12 ]  |

##### Akademie
| Datum          | Do              | Poz. | Hráč          | Kam odešel      | Cena    | Ref     |
| -------------- | --------------- | ---- | ------------- | --------------- | ------- | ------- |
| 9. ledna 2024  | Do konce sezóny | BR   | Eddie Beach   | Gateshead       | Zadarmo | [ 107 ] |
| 11. ledna 2024 | Do konce sezóny | BR   | Jamie Cumming | Oxford United   | Zadarmo | [ 108 ] |
| 17. února 2024 | Do konce sezóny | BR   | Kai Crampton  | Concord Rangers | Zadarmo |         |

## Zápasy v sezoně 2023/2024

### Souhrn působení v soutěžích
| Soutěž         | Fáze startu | Momentální pozice/ kolo | Konečná pozice/ kolo | První zápas    | Poslední zápas  |
| -------------- | ----------- | ----------------------- | -------------------- | -------------- | --------------- |
| Premier League | —           | —                       | 6. místo             | 13. srpna 2023 | 19. května 2024 |
| FA Cup         | 3. kolo     | —                       | Semifinále           | 6. ledna 2024  | 20. dubna 2024  |
| EFL Cup        | 2. kolo     | —                       | Finále               | 30. srpna 2023 | 25. února 2024  |

### Přípravné zápasy
Chelsea oznámila turné po Spojených státech amerických, kde se zúčastnila předsezónního turnaje Premier League Summer Series se zápasy proti Brightonu & Hove Albionu, Newcastlu United a Fulhamu. Před turnajem Premier League Summer Series Blues potvrdili předsezónní zápas proti Wrexhamu. Později bylo oznámeno, že v posledním zápase amerického turné se Chelsea 2. srpna utkala s německou Borussií Dortmund.
| Přátelské utkání 19. července 2023 | Chelsea                                                             | 5 – 0 | Wrexham | Kenan Memorial Stadium, Chapel Hill, USA   |  |  |
| 02:00                              | Maatsen 3', 42' Casadei 59' Gallagher 80' Nkunku 90' Chilwell 90+3' |       |         | Diváci: 50 596 Rozhodčí: Marcos DeOliveira |  |  |
|                                    |                                                                     |       |         |                                            |  |  |

| Premier League Summer Series 22. července 2023 | Chelsea                                              | 4 – 3 | Brighton & Hove Albion                                                   | Lincoln Financial Field, Filadelfie, USA |  |  |
| 01:00                                          | Nkunku 19', 52' Mudryk 65' Gallagher 72' Jackson 76' |       | 13' Welbeck 37' March 57', 60' Van Hecke 79' (pen.) João Pedro 89' Undav | Diváci: 65 128 Rozhodčí: Robert Jones    |  |  |
|                                                |                                                      |       |                                                                          |                                          |  |  |

| Premier League Summer Series 26. července 2023 | Newcastle United        | 1 – 1 | Chelsea                   | Mercedes-Benz Stadium, Atlanta, USA   |  |  |
| 02:15                                          | Schär 20' Almirón 45+4' |       | 12' Jackson 83' Gallagher | Diváci: 70 789 Rozhodčí: Peter Bankes |  |  |
|                                                |                         |       |                           |                                       |  |  |

| Premier League Summer Series 30. července 2023 | Chelsea                     | 2 – 0 | Fulham | FedExField, Landover, USA |  |  |
| 20:45                                          | Thiago Silva 20' Nkunku 41' |       |        | Rozhodčí: Robert Jones    |  |  |
|                                                |                             |       |        |                           |  |  |

| Přátelské utkání 2. srpna 2023 | Chelsea                 | 1 – 1 | Borussia Dortmund  | Soldier Field, Chicago, USA |  |  |
| 02:30                          | James 45+2' Burstow 89' |       | 61' Özcan 80' Wolf |                             |  |  |
|                                |                         |       |                    |                             |  |  |

### Premier League
Hlavní článek: Premier League 2023/24
| Poř. | Tým               | Z  | V  | R | P  | VG | OG | B  |
| ---- | ----------------- | -- | -- | - | -- | -- | -- | -- |
| 4.   | Aston Villa       | 38 | 20 | 8 | 10 | 76 | 61 | 68 |
| 5.   | Tottenham Hotspur | 38 | 20 | 6 | 12 | 74 | 61 | 66 |
| 6.   | Chelsea           | 38 | 18 | 9 | 11 | 77 | 63 | 63 |
| 7.   | Newcastle United  | 38 | 18 | 6 | 14 | 85 | 62 | 60 |
| 8.   | Manchester United | 38 | 18 | 6 | 14 | 57 | 58 | 60 |

|  | Přímý postup do Ligy mistrů         |
|  | Přímý postup do Evropské ligy       |
|  | Postup do play-off Konferenční ligy |

### Přehled
| 0        | 1  | 2  | 3  | 4  | 5  | 6  | 7  | 8  | 9  | 10 | 11 | 12 | 13 | 14 | 15 | 16 | 17 | 18 | 19 | 20 | 21 | 22 | 23 | 24 | 25 | 27 | 28 | 29 | 30 | 31 | 32 | 33 | 35 | 26 | 37 | 37 | 34 | 38 |
| -------- | -- | -- | -- | -- | -- | -- | -- | -- | -- | -- | -- | -- | -- | -- | -- | -- | -- | -- | -- | -- | -- | -- | -- | -- | -- | -- | -- | -- | -- | -- | -- | -- | -- | -- | -- | -- | -- | -- |
| Výsledek | D  | V  | D  | D  | V  | D  | V  | V  | D  | D  | V  | D  | V  | D  | V  | V  | D  | V  | D  | V  | D  | V  | D  | V  | V  | V  | D  | D  | D  | V  | D  | V  | V  | D  | D  | V  | V  | D  |
| Pozice   | 10 | 14 | 10 | 12 | 14 | 14 | 11 | 11 | 10 | 11 | 10 | 10 | 10 | 10 | 10 | 12 | 10 | 10 | 10 | 10 | 9  | 10 | 11 | 10 | 10 | 11 | 11 | 11 | 10 | 9  | 9  | 9  | 9  | 8  | 7  | 7  | 6  | 6  |

| Celkem | Celkem | Celkem | Celkem | Celkem | Celkem | Celkem | Celkem | Doma | Doma | Doma | Doma | Doma | Doma | Venku | Venku | Venku | Venku | Venku | Venku |
| Z      | V      | R      | P      | VG     | OG     | GR     | Body   | V    | R    | P    | VG   | OG   | Body | V     | R     | P     | VG    | OG    | Body  |
| ------ | ------ | ------ | ------ | ------ | ------ | ------ | ------ | ---- | ---- | ---- | ---- | ---- | ---- | ----- | ----- | ----- | ----- | ----- | ----- |
| 38     | 18     | 9      | 11     | 77     | 63     | +14    | 63     | 11   | 4    | 4    | 44   | 26   | 37   | 7     | 5     | 7     | 33    | 37    | 26    |

#### Podzimní část
| 1. kolo 13. srpna 2023 | Chelsea                                             | 1 – 1 | Liverpool                                               | Stamford Bridge, Fulham                 |  |  |
| 17:30                  | Chukwuemeka 4' Fernández 32' Disasi 37' Jackson 85' |       | 18' Díaz 32' Jota 68' Alexander-Arnold 89' Mac Allister | Diváci: 40 096 Rozhodčí: Anthony Taylor |  |  |
|                        |                                                     |       |                                                         |                                         |  |  |

| 2. kolo 20. srpna 2023 | West Ham United                                                       | 3 – 1 | Chelsea                                                   | London Stadium, Londýn               |  |  |
| 17:30                  | Aguerd 7', 13', 67' Paquetá 35', 90+5' (pen.) Emerson 45' Antonio 53' |       | 28', 40' Chukwuemeka 36' Disasi 43' Fernández 72' Jackson | Diváci: 62 470 Rozhodčí: John Brooks |  |  |
|                        |                                                                       |       |                                                           |                                      |  |  |

| 3. kolo 25. srpna 2023 | Chelsea                                                 | 3 – 0 | Luton Town                        | Stamford Bridge, Fulham               |  |  |
| 21:00                  | Sterling 17', 68' Fernández 73' Jackson 75' Maatsen 90' |       | 27' Lockyer 30' Nakamba 78' Brown | Diváci: 39 893 Rozhodčí: Robert Jones |  |  |
|                        |                                                         |       |                                   |                                       |  |  |

| 4. kolo 2. září 2023 | Chelsea                                | 0 – 1 | Nottingham Forest                                      | Stamford Bridge, Fulham               |  |  |
| 16:00                | Chilwell 31' Jackson 36' Gallagher 43' |       | 41' Aina 48' Elanga 61' Yates 86' Tavares 90+8' Turner | Diváci: 39 820 Rozhodčí: Tim Robinson |  |  |
|                      |                                        |       |                                                        |                                       |  |  |

| 5. kolo 17. září 2023 | Bournemouth | 0 – 0 | Chelsea                                                      | Dean Court, Bournemouth              |  |  |
| 15:00                 | Kerkez 62'  |       | 4' Sterling 41' Mudryk 76' Disasi 80' Jackson 90+5' Chilwell | Diváci: 10 421 Rozhodčí: David Coote |  |  |
|                       |             |       |                                                              |                                      |  |  |

| 6. kolo 23. září 2023 | Chelsea                            | 0 – 1 | Aston Villa                                             | Stamford Bridge, Fulham                 |  |  |
| 15:00                 | Jackson 50' Gusto 58' Chilwell 90' |       | 44' Digne 73' Watkins 90+1' Douglas Luiz 90+4' Martínez | Diváci: 39 700 Rozhodčí: Jarred Gillett |  |  |
|                       |                                    |       |                                                         |                                         |  |  |

| 7. kolo 2. října 2023 | Fulham      | 0 – 2 | Chelsea                                                                | Craven Cottage, Fulham                |  |  |
| 21:00                 | Pereira 57' |       | 18' Mudryk 19' Broja 34' Cucurella 55' Palmer 68' Sterling 87' Sánchez | Diváci: 24 445 Rozhodčí: Tim Robinson |  |  |
|                       |             |       |                                                                        |                                       |  |  |

| 8. kolo 7. října 2023 | Burnley                     | 1 – 4 | Chelsea | Turf Moor, Burnley                      |  |  |
| 16:00                 | Odobert 15', 38' Cullen 30' |       | 26' Cucurella 27' Fernández 42' (vl.) Ad-Dachíl 45+2' Thiago Silva 50' (pen.) Palmer 65' Sterling 74' Caicedo 74' Jackson | Diváci: 21 654 Rozhodčí: Stuart Attwell |  |  |
|                       |                             |       | |                                         |  |  |

| 9. kolo 21. října 2023 | Chelsea                                                         | 2 – 2 | Arsenal                                                    | Stamford Bridge, Fulham                 |  |  |
| 18:30                  | Palmer 8', 15' (pen.) Thiago Silva 44' Mudryk 48' Cucurella 71' |       | 11' Zinčenko 77' Rice 84' Trossard 89' Nketiah 90+1' White | Diváci: 39 723 Rozhodčí: Chris Kavanagh |  |  |
|                        |                                                                 |       |                                                            |                                         |  |  |

| 10. kolo 28. října 2023 | Chelsea     | 0 – 2 | Brentford                                                                   | Stamford Bridge, Fulham               |  |  |
| 13:30                   | Caicedo 78' |       | 56' Maupay 58' Pinnock 85' Onyeka 90+5' Ghoddos 90+6' Mbeumo 90+6' Nørgaard | Diváci: 39 575 Rozhodčí: Simon Hooper |  |  |
|                         |             |       |                                                                             |                                       |  |  |

| 11. kolo 6. listopadu 2023 | Tottenham Hotspur                                    | 1 – 4 | Chelsea                                                                                                 | Tottenham Hotspur Stadium, Tottenham    |  |  |
| 21:00                      | Kulusevski 6' Udogie 18', 55' Romero 33' Sarr 45+10' |       | 35' (pen.) Palmer 45+10', 75', 90+4', 90+7' Jackson 45+10' Colwill 86' Gusto 89' Mudryk 90+4' Ugochukwu | Diváci: 61 726 Rozhodčí: Michael Oliver |  |  |
|                            |                                                      |       | |                                         |  |  |

| 12. kolo 12. listopadu 2023 | Chelsea | 4 – 4 | Manchester City                                                             | Stamford Bridge, Fulham                 |  |  |
| 17:30                       | Cucurella 22' Palmer 23', 90+5' (pen.) Thiago Silva 29' Sterling 37', 90+7' Caicedo 60' Jackson 67', 90+4' |       | 25' (pen.), 47' Haaland 45+1' Akanji 56' Doku 72', 86' Rodri 90+4' Grealish | Diváci: 39 532 Rozhodčí: Anthony Taylor |  |  |
|                             | |       |                                                                             |                                         |  |  |

| 13. kolo 25. listopadu 2023 | Newacastle United                                                                      | 4 – 1 | Chelsea                                                                  | St James' Park, Newcastle upon Tyne   |  |  |
| 16:00                       | Isak 13' Trippier 22' Joelinton 45+3', 61' Lascelles 46', 60' Gordon 83' Ritchie 90+2' |       | 23', 59' Sterling 41' Ugochukwu 55', 73' James 77' Cucurella 81' Colwill | Diváci: 52 227 Rozhodčí: Simon Hooper |  |  |
|                             |                                                                                        |       |                                                                          |                                       |  |  |

| 14. kolo 3. prosince 2023 | Chelsea                                                                  | 3 – 2 | Brighton & Hove Albion                                                                 | Stamford Bridge, Fulham               |  |  |
| 15:00                     | Fernández 17', 65' (pen.), 59'Colwill 21' Gallagher 31', 45' Caicedo 52' |       | 43' Buonanotte 45+6' Hinshelwood 58' Igor 64' Groß 64' Milner 90+2', 90+14' João Pedro | Diváci: 39 647 Rozhodčí: Craig Pawson |  |  |
|                           |                                                                          |       |                                                                                        |                                       |  |  |

| 15. kolo 6. prosince 2023 | Manchester United                                                              | 2 – 1 | Chelsea    | Old Trafford, Manchester                |  |  |
| 21:15                     | Fernandes 9' Shaw 15' McTominay 19', 69' Garnacho 22' Dalot 82' Reguilón 90+4' |       | 45' Palmer | Diváci: 73 607 Rozhodčí: Chris Kavanagh |  |  |
|                           |                                                                                |       |            |                                         |  |  |

| 16. kolo 10. prosince 2023 | Everton                                             | 2 – 0 | Chelsea               | Goodison Park, Liverpool                |  |  |
| 15:00                      | Gueye 15' Doucouré 54' Branthwaite 59' Dobbin 90+2' |       | 20' Palmer 73' Mudryk | Diváci: 39 280 Rozhodčí: Michael Oliver |  |  |
|                            |                                                     |       |                       |                                         |  |  |

| 17. kolo 16. prosince 2023 | Chelsea                              | 2 – 0 | Sheffield United              | Stamford Bridge, Fulham                |  |  |
| 16:00                      | Gallagher 52' Palmer 54' Jackson 61' |       | 42' McAtee 63' Hamer 74' Lowe | Diváci: 39 559 Rozhodčí: Andrew Madley |  |  |
|                            |                                      |       |                               |                                        |  |  |

| 18. kolo 24. prosince 2023 | Wolverhampton Wanderers                              | 2 – 1 | Chelsea                                                                                      | Molineux Stadium, Wolverhampton      |  |  |
| 14:00                      | Lemina 27', 51' Cunha 64' Doherty 90+3' Bueno 90+10' |       | 30' Gallagher 56' Palmer 60' Gusto 62' Jackson 90+6' Nkunku 90+9' Sterling 90+11' Bettinelli | Diváci: 31 641 Rozhodčí: David Coote |  |  |
|                            |                                                      |       |                                                                                              |                                      |  |  |

| 19. kolo 27. prosince 2023 | Chelsea                                                        | 2 – 1 | Crystal Palace                        | Stamford Bridge, Fulham                    |  |  |
| 20:30                      | Mudryk 13' Caicedo 52' Madueke 80', 89' (pen.) Gallagher 90+5' |       | 45+1' Olise 73' Richards 80' Mitchell | Diváci: 39 618 Rozhodčí: Michael Salisbury |  |  |
|                            |                                                                |       |                                       |                                            |  |  |

| 20. kolo 30. prosince 2023 | Luton Town                                  | 2 – 3 | Chelsea                                            | Kenilworth Road, Luton               |  |  |
| 13:30                      | Brown 27' Mengi 77' Barkley 80' Adebayo 87' |       | 12', 70' Palmer 37' Madueke 87' Disasi 90+4' Gusto | Diváci: 11 041 Rozhodčí: Paul Tirney |  |  |
|                            |                                             |       |                                                    |                                      |  |  |

#### Jarní část
| 21. kolo 13. ledna 2024 | Chelsea                                                                      | 1 – 0 | Fulham     | Stamford Bridge, Fulham                 |  |  |
| 13:30                   | Gusto 38' Palmer 45+4' (pen.), 79' Fernández 58' Disasi 75' Thiago Silva 79' |       | 49' Wilson | Diváci: 39 643 Rozhodčí: Anthony Taylor |  |  |
|                         |                                                                              |       |            |                                         |  |  |

| 22. kolo 31. ledna 2024 | Liverpool                                                                | 4 – 1 | Chelsea                                                      | Anfield, Liverpool                   |  |  |
| 21:15                   | Jota 23' Bradley 39' Núñez 45+2', 47' Szoboszlai 65' Konaté 76' Díaz 79' |       | 11' Caicedo 33' Fernández 35' Chilwell 41' Disasi 71' Nkunku | Diváci: 61 276 Rozhodčí: Paul Tirney |  |  |
|                         |                                                                          |       |                                                              |                                      |  |  |

| 23. kolo 4. února 2024 | Chelsea                                                        | 2 – 4 | Wolverhampton Wanderers                                         | Stamford Bridge, Fulham               |  |  |
| 15:00                  | Palmer 19' Gusto 31' Caicedo 56' Chilwell 78' Thiago Silva 86' |       | 22', 63', 82' (pen.) Cunha 39' Semedo 41' Neto 43' (vl.) Disasi | Diváci: 39 628 Rozhodčí: Tim Robinson |  |  |
|                        |                                                                |       |                                                                 |                                       |  |  |

| 24. kolo 12. února 2024 | Crystal Palace           | 1 – 3 | Chelsea                                                           | Selhurst Park, Selhurst                 |  |  |
| 21:00                   | Lerma 30', 70' Muñoz 79' |       | 47', 90+1' Gallagher 90+2' Disasi 90+4' Fernández 90+5' N.Jackson | Diváci: 25 110 Rozhodčí: Michael Oliver |  |  |
|                         |                          |       |                                                                   |                                         |  |  |

| 25. kolo 17. února 2024 | Manchester City     | 1 – 1 | Chelsea                                          | City of Manchester Stadium, Manchester |  |  |
| 18:30                   | Rodri 83' Silva 85' |       | 35' Caicedo 42' Sterling 60' Palmer 63' Petrović | Diváci: 55 097 Rozhodčí: Andrew Madley |  |  |
|                         |                     |       |                                                  |                                        |  |  |

| 26. kolo 2. května 2024                                              | Chelsea                  | 2 – 0 | Tottenham Hotspur | Stamford Bridge, Fulham               |  |
| 20:30                                                                | Chalobah 24' Jackson 72' |       | 67' van de Ven    | Diváci: 40 341 Rozhodčí: Robert Jones |  |
| Poznámky: Zápas byl odložen kvůli účasti Chelsea ve finále EFL Cupu. |                          |       |                   |                                       |  |

| 27. kolo 2. března 2024 | Brentford                                                    | 2 – 2 | Chelsea                              | Brentford Community Stadium, Brentford  |  |  |
| 16:00                   | Roerslev 50' Janelt 57' Wissa 69' Onyeka 73' Jørgensen 90+1' |       | 35' Jackson 38' Gallagher 83' Disasi | Diváci: 17 140 Rozhodčí: Jarred Gillett |  |  |
|                         |                                                              |       |                                      |                                         |  |  |

| 28. kolo 11. března 2024 | Chelsea                                                                | 3 – 2 | Newcastle United                | Stamford Bridge, Fulham              |  |  |
| 21:00                    | Jackson 6' Sterling 39' Palmer 58' Petrović 71' Caicedo 72' Mudryk 76' |       | 43' Isak 90' Murphy 90+6' White | Diváci: 38 752 Rozhodčí: John Brooks |  |  |
|                          |                                                                        |       |                                 |                                      |  |  |

| 29. kolo 23. dubna 2024                                                  | Arsenal                                               | 5 – 0 | Chelsea                     | Emirates Staidum, Highbury            |  |
| 21:00                                                                    | Trossard 4', 45' White 52', 70', 76' Havertz 57', 65' |       | 42' Gilchrist 43' Cucurella | Diváci: 60 238 Rozhodčí: Simon Hooper |  |
| Poznámky: Zápas byl odložen kvůli účasti Chelsea ve čtvrtfinále FA Cupu. |                                                       |       |                             |                                       |  |

| 30. kolo 30. března 2024 | Chelsea                                              | 2 – 2 | Burnley                                                     | Stamford Bridge, Fulham                 |  |  |
| 16:00                    | Cucurella 35' Palmer 44' (pen.), 78' Gallagher 45+1' |       | 16', 40' Assignon 45+3', 47' Cullen 81' O'Shea 90+2' Estève | Diváci: 39 535 Rozhodčí: Darren England |  |  |
|                          |                                                      |       |                                                             |                                         |  |  |

| 31. kolo 4. dubna 2024                                                                                 | Chelsea                                                                                      | 4 – 3 | Manchester United               | Stamford Bridge, Fulham                 |  |
| 21:15                                                                                                  | Gallagher 4' Palmer 19' (pen.), 90+10' (pen.), 90+11' Gusto 32' Fernández 35' Caicedo 90+12' |       | 34', 67' Garnacho 39' Fernandes | Diváci: 39 694 Rozhodčí: Jarred Gillett |  |
| Poznámky: Zápas byl původně naplánován na 3. dubna, ale byl přesunut kvůli přímému přenosu TNT Sports. |                                                                                              |       |                                 |                                         |  |

| 32. kolo 7. dubna 2024 | Sheffield United                                                                        | 2 – 2 | Chelsea                                          | Bramall Lane, Sheffield               |  |
| 18:30 | Bogle 32' Brereton Díaz 52' Robinson 58' Arblaster 89' McBurnie 90+3' Ahmedhodžić 90+8' |       | 11' Silva 41' Chalobah 66' Madueke 86' Cucurella | Diváci: 28 638 Rozhodčí: Robert Jones |  |
| Poznámky: Zápas byl původně naplánován na 6. dubna, ale byl přesunut kvůli přesunu zápasu s Manchesterem United na čtvrtek. Čas výkopu byl poté přesunut z 14:30 na 18:30. |                                                                                         |       |                                                  |                                       |  |

| 33. kolo 15. dubna 2024                                                                                 | Chelsea                                                               | 6 – 0 | Everton                                      | Stamford Bridge, Fulham               |  |
| 21:00                                                                                                   | Palmer 13', 18', 29', 64' (pen.) Mudryk 40' Jackson 44' Gilchrist 90' |       | 28' Garner 36' Young 52' Tarkowski 66' Keane | Diváci: 39 392 Rozhodčí: Paul Tierney |  |
| Poznámky: Zápas byl původně naplánován na 13. dubna, ale byl přesunut kvůli přímému přenosu Sky Sports. |                                                                       |       |                                              |                                       |  |

| 34. kolo 15. května 2024                                    | Brighton & Hove Albion                | 1 – 2 | Chelsea                                                  | Falmer Stadium, Brighton and Hove          |  |
| 20:45                                                       | Dunk 29' Verbruggen 81' Welbeck 90+7' |       | 34' Palmer 64' Nkunku 77' Sterling 79' Caicedo 88' James | Diváci: 31 555 Rozhodčí: Michael Salisbury |  |
| Poznámky: Zápas byl odložen kvůli účasti Chelsea v FA Cupu. |                                       |       |                                                          |                                            |  |

| 35. kolo 27. dubna 2024                              | Aston Villa                                                    | 2 – 2 | Chelsea                                                    | Villa Park, Birmingham                |  |
| 21:00                                                | Cucurella 4' (vl.) Rogers 42', 64' Douglas Luiz 49' Bailey 66' |       | 49' Caicedo 62' Madueke 81' Gallagher 82' Mudryk 87' Silva | Diváci: 42 354 Rozhodčí: Craig Pawson |  |
| Poznámky: Výkop zápasu byl posunut z 15:00 na 20:00. |                                                                |       |                                                            |                                       |  |

| 36. kolo 5. května 2024 | Chelsea                                                             | 5 – 0 | West Ham United                       | Stamford Bridge, Fulham                |  |
| 15:00 | Palmer 15' Gallagher 30' Madueke 36' Cucurella 38' Jackson 48', 80' |       | 34' Ogbonna 44' Emerson 45+2' Paquetá | Diváci: 39 295 Rozhodčí: Andrew Madley |  |
| Poznámky: Zápas byl původně naplánován na 4. května, ale byl přesunut z důvodu přesunu 26. kola s Tottenhamem na 2. května. |                                                                     |       |                                       |                                        |  |

| 37. kolo 11. května 2024 | Nottingham Forest                                     | 2 – 3 | Chelsea                                                              | City Ground, West Bridgford              |  |  |
| 18:30                    | Boly 16' Hudson-Odoi 74' Niakhaté 77' Domínguez 90+2' |       | 8' Mudryk 15' Badiashile 34' Gallagher 80' Sterling 82', 82' Jackson | Diváci: 29 708 Rozhodčí: Tony Harrington |  |  |
|                          |                                                       |       |                                                                      |                                          |  |  |

| 38. kolo 19. května 2024 | Chelsea                                          | 2 – 1 | Bournemouth                                            | Stamford Bridge, Fulham                 |  |  |
| 17:00                    | Caicedo 17' Cucurella 27' Sterling 48' Gusto 78' |       | 27' Semenyo 30' Kerkez 49' (vl.) Badiashile 80' Senesi | Diváci: 39 724 Rozhodčí: Anthony Taylor |  |  |
|                          |                                                  |       |                                                        |                                         |  |  |

### FA Cup
Hlavní článek: FA Cup 2023/24
| 3. kolo 6. ledna 2024 | Chelsea                                        | 4 – 0 | Preston North End         | Stamford Bridge, Fulham                 |  |  |
| 18:30                 | Broja 58' Silva 66' Sterling 69' Fernández 85' |       | 68' Whiteman 90+4' Holmes | Diváci: 39 705 Rozhodčí: Thomas Bramall |  |  |
|                       |                                                |       |                           |                                         |  |  |

| 4. kolo 27. ledna 2024 | Chelsea         | 0 – 0 | Aston Villa   | Stamford Bridge, Fulham               |  |  |
| 16:00                  | Thiago Silva 9' |       | 46' Tielemans | Diváci: 39 325 Rozhodčí: Robert Jones |  |  |
|                        |                 |       |               |                                       |  |  |

| 4. kolo – odveta 7. února 2024 | Aston Villa                  | 1 – 3 | Chelsea                                                   | Villa Park, Birmingham                  |  |  |
| 21:00                          | Diego Carlos 38' Diaby 90+1' |       | 11' Gallagher 21' Jackson 54', 55' Fernández 76' Petrović | Diváci: 40 013 Rozhodčí: Thomas Bramall |  |  |
|                                |                              |       |                                                           |                                         |  |  |

| 5. kolo 28. února 2024 | Chelsea                                                                     | 3 – 2 | Leeds United             | Stamford Bridge, Fulham              |  |  |
| 20:30                  | Jackson 15' Mudryk 37' Chalobah 40' Fernández 41' Caicedo 49' Gallagher 90' |       | 8', 59' Joseph 69' Firpo | Diváci: 37 892 Rozhodčí: David Coote |  |  |
|                        |                                                                             |       |                          |                                      |  |  |

| Čtvrtfinále 17. března 2024 | Chelsea                                                                 | 4 – 2 | Leicester City                                           | Stamford Bridge, Fulham                |  |  |
| 13:45                       | Cucurella 13' Sterling 26' Palmer 45+1' Chukwuemeka 90+2' Madueke 90+8' |       | 51' (vl.) Disasi 62', 67' Mavididi 73' Doyle 90+6' Coady | Diváci: 39 589 Rozhodčí: Andrew Madley |  |  |
|                             |                                                                         |       |                                                          |                                        |  |  |

| Semifinále 20. dubna 2024 | Manchester City                               | 1 – 0 | Chelsea                                | Wembley Stadium, Londýn                 |  |  |
| 18:15                     | Álvarez 58' Foden 83' Silva 84' De Bruyne 86' |       | 45' Caicedo 83' Petrović 86' Fernández | Diváci: 80 902 Rozhodčí: Michael Oliver |  |  |
|                           |                                               |       |                                        |                                         |  |  |

### EFL Cup
Hlavní článek: EFL Cup 2023/24
| 2. kolo 30. srpna 2023 | Chelsea                                        | 2 – 1 | AFC Wimbledon                         | Stamford Bridge, Fulham                  |  |  |
| 19:45                  | Madueke 45+1' (pen.) Fernández 72' Maatsen 88' |       | 19' (pen.) Tilley 47' Pearce 51' Pell | Diváci: 37 794 Rozhodčí: Tony Harrington |  |  |
|                        |                                                |       |                                       |                                          |  |  |

| 3. kolo 27. září 2023 | Chelsea                   | 1 – 0 | Brighton & Hove Albion   | Stamford Bridge, Fulham                 |  |  |
| 20:45                 | Ugochukwu 45' Jackson 50' |       | 42' Baleba 45' Estupiñán | Diváci: 37 516 Rozhodčí: Thomas Bramall |  |  |
|                       |                           |       |                          |                                         |  |  |

| 4. kolo 1. listopadu 2023 | Chelsea                     | 2 – 0 | Blackburn Rovers             | Stamford Bridge, Fulham               |  |  |
| 20:45                     | Badiashile 30' Sterling 59' |       | 23' Pickering 81' Sigurðsson | Diváci: 39 548 Rozhodčí: Tim Robinson |  |  |
|                           |                             |       |                              |                                       |  |  |

| Čtvrtfinále 19. prosince 2023  | Chelsea                                                     | 1 – 1 (PP) (4 : 2 pen)                  | Newcastle United                      | Stamford Bridge, Fulham                 |  |  |
| 21:00                          | Caicedo 2' Sterling 71' Mudryk 90+2', 90+5' Gallagher 90+4' |                                         | 16', 87' Wilson 90+5' Bruno Guimarães | Diváci: 38 058 Rozhodčí: Jarred Gillett |  |  |
|                                |                                                             | Penaltový rozstřel                      |                                       |                                         |  |  |
| Palmer Gallagher Nkunku Mudryk | 4 : 2                                                       | Wilson Trippier Bruno Guimarães Ritchie |                                       |                                         |  |  |
|                                |                                                             |                                         |                                       |                                         |  |  |

| Semifinále – 1. zápas 9. ledna 2024 | Middlesbrough | 1 – 0 | Chelsea     | Riverside Stadium, Middlesbrough        |  |  |
| 21:00                               | Hackney 37'   |       | 30' Colwill | Diváci: 32 097 Rozhodčí: Samuel Barrott |  |  |
|                                     |               |       |             |                                         |  |  |

| Semifinále – 2. zápas 23. ledna 2024 | Chelsea                                                                                           | 6 – 1 (6–2 celk.) | Middlesbrough                          | Stamford Bridge, Fulham              |  |  |
| 21:00                                | Mudryk 12' Howson 15' (vl.) Fernández 29' Disasi 36' Palmer 42', 77' Thiago Silva 53' Madueke 81' |                   | 40' Crooks 64' Van den Berg 88' Rogers | Diváci: 37 754 Rozhodčí: John Brooks |  |  |
|                                      |                                                                                                   |                   |                                        |                                      |  |  |

| Finále 25. února 2024 | Chelsea                      | 0 – 1 PP | Liverpool                                                                           | Wembley Stadium, Londýn                 |  |  |
| 16:00                 | Chilwell 45+3' Palmer 120+2' |          | 45+3' Bradley 81' Mac Allister 82' Konaté 107' McConnell 118' Van Dijk 120+3' Gomez | Diváci: 88 868 Rozhodčí: Chris Kavanagh |  |  |
|                       |                              |          |                                                                                     |                                         |  |  |

## Statistiky

### Zápasy
| 1                          | BR | Robert Sánchez     | 16 | 2 | 3 | 21 |
| 2                          | OB | Axel Disasi        | 31 | 6 | 7 | 44 |
| 3                          | OB | Marc Cucurella     | 19 | 2 | 3 | 24 |
| 5                          | OB | Benoît Badiashile  | 16 | 2 | 2 | 20 |
| 6                          | OB | Thiago Silva       | 29 | 4 | 3 | 36 |
| 7                          | ÚT | Raheem Sterling    | 29 | 6 | 6 | 41 |
| 8                          | ZÁ | Enzo Fernández     | 28 | 5 | 7 | 40 |
| 10                         | ÚT | Mychajlo Mudryk    | 30 | 5 | 5 | 40 |
| 11                         | ÚT | Noni Madueke       | 21 | 6 | 5 | 32 |
| 13                         | BR | Marcus Bettinelli  | 0  | 0 | 0 | 0  |
| 14                         | OB | Trevoh Chalobah    | 11 | 3 | 1 | 15 |
| 15                         | ÚT | Nicolas Jackson    | 33 | 4 | 5 | 42 |
| 16                         | ZÁ | Lesley Ugochukwu   | 10 | 0 | 3 | 13 |
| 17                         | ZÁ | Carney Chukwuemeka | 9  | 2 | 1 | 12 |
| 18                         | ÚT | Christopher Nkunku | 9  | 1 | 2 | 12 |
| 20                         | ZÁ | Cole Palmer        | 31 | 6 | 6 | 43 |
| 21                         | OB | Ben Chilwell       | 13 | 5 | 3 | 21 |
| 23                         | ZÁ | Conor Gallagher    | 35 | 6 | 7 | 48 |
| 24                         | OB | Reece James        | 9  | 0 | 1 | 10 |
| 25                         | ZÁ | Moisés Caicedo     | 33 | 6 | 7 | 46 |
| 26                         | OB | Levi Colwill       | 23 | 2 | 7 | 32 |
| 27                         | OB | Malo Gusto         | 25 | 5 | 5 | 35 |
| 28                         | BR | Đorđe Petrović     | 22 | 4 | 4 | 30 |
| 31                         | ZÁ | Cesare Casadei     | 9  | 0 | 0 | 9  |
| 33                         | OB | Wesley Fofana      | 0  | 0 | 0 | 0  |
| 36                         | ÚT | Deivid Washington  | 2  | 1 | 0 | 3  |
| 42                         | OB | Alfie Gilchrist    | 11 | 4 | 2 | 17 |
| 43                         | ÚT | Diego Moreira      | 0  | 0 | 1 | 1  |
| 45                         | ZÁ | Roméo Lavia        | 1  | 0 | 0 | 1  |
| 49                         | ZÁ | Jimi Tauriainen    | 1  | 1 | 0 | 2  |
| 54                         | ZÁ | Leo Castledine     | 0  | 0 | 1 | 1  |
| 63                         | OB | Josh Acheampong    | 1  | 0 | 0 | 1  |
| 68                         | ZÁ | Michael Golding    | 0  | 1 | 0 | 1  |
| –                          | OB | Malang Sarr        | 0  | 0 | 0 | 0  |
| Hráči, kteří opustili klub |    |                    |    |   |   |    |
| 19                         | ÚT | Armando Broja      | 13 | 2 | 4 | 19 |
| 29                         | ZÁ | Ian Maatsen        | 12 | 0 | 3 | 15 |
| 37                         | ÚT | Mason Burstow      | 2  | 0 | 1 | 3  |
| 48                         | OB | Bashir Humphreys   | 0  | 0 | 1 | 1  |
| 52                         | ZÁ | Alex Matos         | 1  | 0 | 1 | 2  |

### Nejlepší střelci
| Pozice       | Číslo        | Pozice       | Hráč               | Premier League | FA Cup | EFL Cup | Celkově |
| ------------ | ------------ | ------------ | ------------------ | -------------- | ------ | ------- | ------- |
| 1            | 20           | ZÁ           | Cole Palmer        | 22             | 1      | 2       | 25      |
| 2            | 15           | ÚT           | Nicolas Jackson    | 14             | 2      | 1       | 17      |
| 3            | 7            | ÚT           | Raheem Sterling    | 8              | 1      | 1       | 10      |
| 4            | 11           | ÚT           | Noni Madueke       | 5              | 1      | 2       | 8       |
| 5            | 8            | ZÁ           | Enzo Fernández     | 3              | 2      | 2       | 7       |
| 5            | 23           | ZÁ           | Conor Gallagher    | 5              | 2      | 0       | 7       |
| 5            | 10           | ÚT           | Mychajlo Mudryk    | 5              | 1      | 1       | 7       |
| 8            | 6            | OB           | Thiago Silva       | 3              | 1      | 0       | 4       |
| 9            | 2            | ÚT           | Christopher Nkunku | 3              | 0      | 0       | 3       |
| 9            | 18           | OB           | Axel Disasi        | 2              | 0      | 1       | 3       |
| 10           | 17           | ZÁ           | Carney Chukwuemeka | 1              | 1      | 0       | 2       |
| 10           | 19           | ÚT           | Armando Broja      | 1              | 1      | 0       | 2       |
| 13           | 3            | OB           | Marc Cucurella     | 0              | 1      | 0       | 1       |
| 13           | 5            | OB           | Benoît Badiashile  | 0              | 0      | 1       | 1       |
| 13           | 26           | OB           | Levi Colwill       | 1              | 0      | 0       | 1       |
| 13           | 42           | OB           | Alfie Gilchrist    | 1              | 0      | 0       | 1       |
| 13           | 14           | OB           | Trevoh Chalobah    | 1              | 0      | 0       | 1       |
| 13           | 25           | ZÁ           | Moisés Caicedo     | 1              | 0      | 0       | 1       |
| Vlastní góly | Vlastní góly | Vlastní góly | Vlastní góly       | 1              | 0      | 1       | 2       |
| Celkově      | Celkově      | Celkově      | Celkově            | 77             | 14     | 12      | 103     |

### Nejlepší asistenti
| Pozice  | Číslo   | Pozice  | Hráč               | Premier League | FA Cup | EFL Cup | Celkově |
| ------- | ------- | ------- | ------------------ | -------------- | ------ | ------- | ------- |
| 1       | 20      | ZÁ      | Cole Palmer        | 11             | 2      | 2       | 15      |
| 2       | 23      | ZÁ      | Conor Gallagher    | 7              | 0      | 2       | 9       |
| 2       | 27      | OB      | Malo Gusto         | 6              | 3      | 0       | 9       |
| 4       | 7       | ÚT      | Raheem Sterling    | 4              | 3      | 1       | 8       |
| 5       | 15      | ÚT      | Nicolas Jackson    | 5              | 1      | 0       | 6       |
| 6       | 8       | ZÁ      | Enzo Fernández     | 2              | 1      | 0       | 3       |
| 6       | 11      | ÚT      | Noni Madueke       | 2              | 1      | 0       | 3       |
| 6       | 25      | ZÁ      | Moisés Caicedo     | 3              | 1      | 0       | 4       |
| 9       | 10      | ÚT      | Mychajlo Mudryk    | 2              | 0      | 0       | 2       |
| 10      | 3       | OB      | Marc Cucurella     | 1              | 0      | 0       | 1       |
| 10      | 5       | OB      | Benoît Badiashile  | 1              | 0      | 0       | 1       |
| 10      | 17      | ZÁ      | Carney Chukwuemeka | 1              | 0      | 0       | 1       |
| 10      | 21      | OB      | Ben Chilwell       | 1              | 0      | 0       | 1       |
| 10      | 24      | OB      | Reece James        | 2              | 0      | 0       | 2       |
| 10      | 26      | OB      | Levi Colwill       | 1              | 0      | 0       | 1       |
| 10      | 6       | OB      | Thiago Silva       | 1              | 0      | 0       | 1       |
| Celkově | Celkově | Celkově | Celkově            | 49             | 12     | 5       | 66      |

### Čistá konta
| Pozice  | Číslo   | Pozice  | Hráč           | Premier League | FA Cup | EFL Cup | Celkově |
| ------- | ------- | ------- | -------------- | -------------- | ------ | ------- | ------- |
| 1       | 28      | BR      | Đorđe Petrović | 5              | 2      | 0       | 7       |
| 2       | 1       | BR      | Robert Sánchez | 3              | 0      | 2       | 5       |
| Celkově | Celkově | Celkově | Celkově        | 8              | 2      | 2       | 12      |

### Disciplinární statistiky
| Číslo                      | Pozice  | Hráč               | Premier League | Premier League                                             | Premier League | FA Cup | FA Cup                                                     | FA Cup    | EFL Cup | EFL Cup                                                    | EFL Cup   | Celkově | Celkově                                                    | Celkově   |
| Číslo                      | Pozice  | Hráč               |                | Žlutá karta udělena · Žlutá karta udělena opět · Vyloučení | Vyloučení      |        | Žlutá karta udělena · Žlutá karta udělena opět · Vyloučení | Vyloučení |         | Žlutá karta udělena · Žlutá karta udělena opět · Vyloučení | Vyloučení |         | Žlutá karta udělena · Žlutá karta udělena opět · Vyloučení | Vyloučení |
| -------------------------- | ------- | ------------------ | -------------- | ---------------------------------------------------------- | -------------- | ------ | ---------------------------------------------------------- | --------- | ------- | ---------------------------------------------------------- | --------- | ------- | ---------------------------------------------------------- | --------- |
| 1                          | BR      | Robert Sánchez     | 2              | 0                                                          | 0              | 0      | 0                                                          | 0         | 0       | 0                                                          | 0         | 2       | 0                                                          | 0         |
| 2                          | OB      | Axel Disasi        | 6              | 0                                                          | 0              | 0      | 0                                                          | 0         | 0       | 0                                                          | 0         | 6       | 0                                                          | 0         |
| 3                          | OB      | Marc Cucurella     | 10             | 0                                                          | 0              | 0      | 0                                                          | 0         | 0       | 0                                                          | 0         | 10      | 0                                                          | 0         |
| 5                          | OB      | Benoît Badiashile  | 3              | 0                                                          | 0              | 0      | 0                                                          | 0         | 0       | 0                                                          | 0         | 3       | 0                                                          | 0         |
| 6                          | OB      | Thiago Silva       | 4              | 0                                                          | 0              | 1      | 0                                                          | 0         | 1       | 0                                                          | 0         | 6       | 0                                                          | 0         |
| 7                          | ÚT      | Raheem Sterling    | 6              | 0                                                          | 0              | 0      | 0                                                          | 0         | 1       | 0                                                          | 0         | 7       | 0                                                          | 0         |
| 8                          | ZÁ      | Enzo Fernández     | 8              | 0                                                          | 0              | 2      | 0                                                          | 0         | 0       | 0                                                          | 0         | 10      | 0                                                          | 0         |
| 10                         | ÚT      | Mychajlo Mudryk    | 5              | 0                                                          | 0              | 0      | 0                                                          | 0         | 2       | 0                                                          | 0         | 7       | 0                                                          | 0         |
| 11                         | ÚT      | Noni Madueke       | 2              | 0                                                          | 0              | 0      | 0                                                          | 0         | 0       | 0                                                          | 0         | 2       | 0                                                          | 0         |
| 13                         | BR      | Marcus Bettinelli  | 1              | 0                                                          | 0              | 0      | 0                                                          | 0         | 0       | 0                                                          | 0         | 1       | 0                                                          | 0         |
| 14                         | OB      | Trevoh Chalobah    | 1              | 0                                                          | 0              | 1      | 0                                                          | 0         | 0       | 0                                                          | 0         | 2       | 0                                                          | 0         |
| 15                         | ÚT      | Nicolas Jackson    | 10             | 0                                                          | 0              | 0      | 0                                                          | 0         | 0       | 0                                                          | 0         | 10      | 0                                                          | 0         |
| 16                         | ZÁ      | Lesley Ugochukwu   | 2              | 0                                                          | 0              | 0      | 0                                                          | 0         | 1       | 0                                                          | 0         | 3       | 0                                                          | 0         |
| 17                         | ZÁ      | Carney Chukwuemeka | 2              | 0                                                          | 0              | 0      | 0                                                          | 0         | 0       | 0                                                          | 0         | 2       | 0                                                          | 0         |
| 18                         | ÚT      | Christopher Nkunku | 0              | 0                                                          | 0              | 0      | 0                                                          | 0         | 0       | 0                                                          | 0         | 0       | 0                                                          | 0         |
| 20                         | ZÁ      | Cole Palmer        | 7              | 0                                                          | 0              | 0      | 0                                                          | 0         | 1       | 0                                                          | 0         | 8       | 0                                                          | 0         |
| 21                         | OB      | Ben Chilwell       | 5              | 0                                                          | 0              | 0      | 0                                                          | 0         | 1       | 0                                                          | 0         | 6       | 0                                                          | 0         |
| 23                         | ZÁ      | Conor Gallagher    | 7              | 1                                                          | 0              | 0      | 0                                                          | 0         | 1       | 0                                                          | 0         | 8       | 1                                                          | 0         |
| 24                         | OB      | Reece James        | 0              | 1                                                          | 0              | 0      | 0                                                          | 0         | 0       | 0                                                          | 0         | 0       | 1                                                          | 0         |
| 25                         | ZÁ      | Moisés Caicedo     | 10             | 0                                                          | 0              | 2      | 0                                                          | 0         | 1       | 0                                                          | 0         | 13      | 0                                                          | 0         |
| 26                         | OB      | Levi Colwill       | 2              | 0                                                          | 0              | 0      | 0                                                          | 0         | 1       | 0                                                          | 0         | 3       | 0                                                          | 0         |
| 27                         | OB      | Malo Gusto         | 7              | 0                                                          | 1              | 0      | 0                                                          | 0         | 0       | 0                                                          | 0         | 7       | 0                                                          | 1         |
| 28                         | BR      | Đorđe Petrović     | 2              | 0                                                          | 0              | 1      | 0                                                          | 0         | 0       | 0                                                          | 0         | 3       | 0                                                          | 0         |
| 31                         | OB      | Cesare Casadei     | 0              | 0                                                          | 0              | 0      | 0                                                          | 0         | 0       | 0                                                          | 0         | 0       | 0                                                          | 0         |
| 33                         | OB      | Wesley Fofana      | 0              | 0                                                          | 0              | 0      | 0                                                          | 0         | 0       | 0                                                          | 0         | 0       | 0                                                          | 0         |
| 36                         | ÚT      | Deivid Washington  | 0              | 0                                                          | 0              | 0      | 0                                                          | 0         | 0       | 0                                                          | 0         | 0       | 0                                                          | 0         |
| 42                         | OB      | Alfie Gilchrist    | 1              | 0                                                          | 0              | 0      | 0                                                          | 0         | 0       | 0                                                          | 0         | 1       | 0                                                          | 0         |
| 43                         | ÚT      | Diego Moreira      | 0              | 0                                                          | 0              | 0      | 0                                                          | 0         | 0       | 0                                                          | 0         | 0       | 0                                                          | 0         |
| 45                         | ZÁ      | Roméo Lavia        | 0              | 0                                                          | 0              | 0      | 0                                                          | 0         | 0       | 0                                                          | 0         | 0       | 0                                                          | 0         |
| 49                         | ZÁ      | Jimi Tauriainen    | 0              | 0                                                          | 0              | 0      | 0                                                          | 0         | 0       | 0                                                          | 0         | 0       | 0                                                          | 0         |
| 54                         | ZÁ      | Leo Castledine     | 0              | 0                                                          | 0              | 0      | 0                                                          | 0         | 0       | 0                                                          | 0         | 0       | 0                                                          | 0         |
| 63                         | OB      | Josh Acheampong    | 0              | 0                                                          | 0              | 0      | 0                                                          | 0         | 0       | 0                                                          | 0         | 0       | 0                                                          | 0         |
| 68                         | ZÁ      | Michael Golding    | 0              | 0                                                          | 0              | 0      | 0                                                          | 0         | 0       | 0                                                          | 0         | 0       | 0                                                          | 0         |
| –                          | OB      | Malang Sarr        | 0              | 0                                                          | 0              | 0      | 0                                                          | 0         | 0       | 0                                                          | 0         | 0       | 0                                                          | 0         |
| Hráči, kteří opustili klub |         |                    |                |                                                            |                |        |                                                            |           |         |                                                            |           |         |                                                            |           |
| 19                         | ÚT      | Armando Broja      | 0              | 0                                                          | 0              | 0      | 0                                                          | 0         | 0       | 0                                                          | 0         | 0       | 0                                                          | 0         |
| 29                         | OB      | Ian Maatsen        | 1              | 0                                                          | 0              | 0      | 0                                                          | 0         | 1       | 0                                                          | 0         | 2       | 0                                                          | 0         |
| 37                         | ÚT      | Mason Burstow      | 0              | 0                                                          | 0              | 0      | 0                                                          | 0         | 0       | 0                                                          | 0         | 0       | 0                                                          | 0         |
| 48                         | OB      | Bashir Humphreys   | 0              | 0                                                          | 0              | 0      | 0                                                          | 0         | 0       | 0                                                          | 0         | 0       | 0                                                          | 0         |
| 52                         | ZÁ      | Alex Matos         | 0              | 0                                                          | 0              | 0      | 0                                                          | 0         | 0       | 0                                                          | 0         | 0       | 0                                                          | 0         |
| Celkově                    | Celkově | Celkově            | 103            | 2                                                          | 1              | 7      | 0                                                          | 0         | 10      | 0                                                          | 0         | 121     | 2                                                          | 1         |

## Domácí návštěvnost
| Soutěž         | Celkově   | Zápasy | Průměrně |
| -------------- | --------- | ------ | -------- |
| Premier League | 753 167   | 19     | 39 640   |
| FA Cup         | 156 511   | 4      | 39 128   |
| EFL Cup        | 190 670   | 5      | 38 134   |
| Celkově        | 1 100 348 | 28     | 39 298   |

## Ocenění
| Číslo | Pozice | Hráč           | Cena                                              | Zdroj   |
| ----- | ------ | -------------- | ------------------------------------------------- | ------- |
| 1     | BR     | Robert Sánchez | září 2023 Premier League Save of the Month        | [ 172 ] |
| 20    | ÚT     | Cole Palmer    | duben 2024 Premier League Player of the Month     | [ 173 ] |
| 20    | ÚT     | Cole Palmer    | duben 2024 Premier League Goal of the Month       | [ 174 ] |
| 20    | ÚT     | Cole Palmer    | 2023/24 Premier League Young Player of the Season | [ 175 ] |
| 20    | ÚT     | Cole Palmer    | 2024 Premier League PFA Fans' Player of the Year  | [ 176 ] |